# 三菱地所・サイモン
三菱地所・サイモン株式会社（みつびしじしょ・サイモン、英称：Mitsubishi Estate・Simon Co., Ltd.）は、日本国内でアウトレットモール「プレミアム・アウトレット」（Premium Outlets。以下PO）計10店舗を展開しているデベロッパーである。三菱地所の連結子会社。三井不動産商業マネジメントが運営する三井アウトレットパークと日本アウトレットモールの双璧をなす。

## 概要

### 会社概要
2013年2月12日付で、商号をチェルシージャパン株式会社から現商号に変更した。当初はアメリカ合衆国のアウトレットモール・デベロッパーで、本国で「チェルシー・プレミアム・アウトレット」（Chelsea Premium Outlets）を展開するチェルシー・プロパティ・グループ（ニュージャージー州）が40%の株式を保有し、三菱地所および双日が各々30%の株式を保有して設立された3社合弁会社であった。2009年3月30日には、双日の保有株式全てを三菱地所が譲受し、合計60%の株式を保有する筆頭株主となり、三菱地所の連結子会社となった。なお、2004年に米チェルシー・プロパティ・グループは、ショッピングセンターデベロッパーとして米最大手のサイモン・プロパティ・グループ（インディアナ州）に買収され、「チェルシー・プレミアム・アウトレット」も同グループの展開する「プレミアム・アウトレット」(Premium Outlets) にブランド変更している。

### 出店戦略
ロードサイド店舗とレールサイド出店が混在する三井アウトレットパークに対して、完全にロードサイド出店が主体である。東京・大阪・名古屋・福岡など大都市100km圏内を中心として主要高速道路のインターチェンジ付近や主要幹線道路沿いであり、大都市と国立公園や国際線が発着する空港を結ぶ途上に位置することが多い。
国際観光客、とりわけ東アジアの中流階級から富裕層にも知られており、所謂「ゴールデンルート」 上にあるりんくうPO、土岐PO、御殿場PO、酒々井POでは、中国や韓国からの来客も珍しくない。また、韓国人に人気がある福岡空港または博多港から出入国する福岡 - ハウステンボスの観光ルート上の鳥栖POや、羽田空港から入って福島空港 から出る東京 - 日光 - 那須温泉郷の観光ルート上の佐野POにも韓国人客は多い。最初期に開業した御殿場POは、その後増床を繰り返しながら拡大し、その店舗面積・売上高はアウトレットモールに留まらず、ショッピングセンターとして国内最大規模を誇る。また、海外や首都圏からの箱根・伊豆・富士山周遊の観光客が多く来店する。
ロードサイド出店により客の9割以上が自家用車での来店であるため、1つのPOの標準的な敷地4万 - 5万坪（約12万2000 - 16万5000m2）の大半を駐車場が占めている。この敷地に、初めは店舗面積5,000坪（約1万6500m2）・店舗数70 - 80店程度で開業し、徐々に二期、三期と拡張させ、店舗面積8,000 - 1万坪（約2万6400 - 3万3000m2）、店舗数130 - 150店を最終規模とするのが基本的な開発モデルとなっている。最終規模に達したのは佐野PO、御殿場PO、りんくうPO、鳥栖PO、土岐PO（ただし、御殿場POは2008年に第四期増設を実施、そしてりんくうPOも2012年7月に第四期増設を実施し、店舗面積約3万9400m2、店舗数208になった）。この他、2014年11月には土岐POも第四期増設を実施している。
店舗が立ち並ぶエリアでは、米国の古い街並みをモチーフにして、中心に広場とタワー、その周りに平屋建てまたは2階建ての店舗が並ぶ形式で、これを「ビレッジスタイル」と呼んでいる。例えば、土岐POはロッキー山脈のコロラド辺りの山麓の街、りんくうPOは米国南部の港町・チャールストンをモチーフとしている。
2007年には、6店目となる神戸三田POが開業した。プラダやグッチ、ボッテガ・ヴェネタといった多くの高級ブランドの誘致に成功し、広域客も取り込むことで2011年の店舗売上高は御殿場PO・佐野POに次ぐ第3位に成長した。2008年には、7店目となる仙台泉POが開業した。

## 沿革
- 1999年（平成11年）7月2日 - チェルシージャパン株式会社設立。
- 2000年（平成12年）
  - 7月13日 - 静岡県御殿場市に1号店「御殿場プレミアム・アウトレット」をオープン。
  - 11月23日 - 大阪府泉佐野市のりんくうタウン内に2号店「りんくうプレミアム・アウトレット」をオープン。
- 2003年（平成15年）3月14日 - 栃木県佐野市に3号店「佐野プレミアム・アウトレット」をオープン。
- 2004年（平成16年）3月12日 - 佐賀県鳥栖市に4号店「鳥栖プレミアム・アウトレット」をオープン。
- 2005年（平成17年）3月4日 - 岐阜県土岐市に5号店「土岐プレミアム・アウトレット」をオープン。
- 2007年（平成19年）7月6日 - 兵庫県神戸市北区の神戸リサーチパーク内に6号店「神戸三田プレミアム・アウトレット」をオープン。
- 2008年（平成20年）10月16日 - 宮城県仙台市泉区の泉パークタウン内に7号店「仙台泉プレミアム・アウトレット」をオープン。
- 2009年（平成21年）7月9日 - 茨城県稲敷郡阿見町に8号店「あみプレミアム・アウトレット」をオープン。
- 2013年（平成25年）
  - 2月12日 - 商号を三菱地所・サイモン株式会社に変更し、本社を大手町に移転。
  - 4月19日 - 千葉県印旛郡酒々井町に9号店「酒々井プレミアム・アウトレット」をオープン。
- 2022年（令和4年）10月20日 - 埼玉県深谷市に10号店「ふかや花園プレミアム・アウトレット」をオープン。
- 2027年（令和7年） - 京都府城陽市に11号店「京都城陽プレミアム・アウトレット」（仮称）をオープン予定。当初は2024年予定だったが、新名神高速道路城陽スマートインターチェンジの開通が遅れたため。

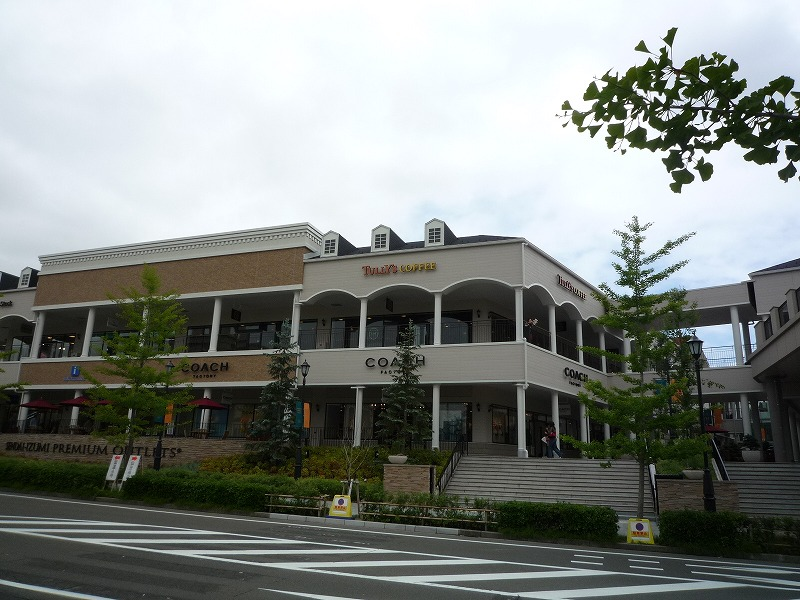
仙台泉プレミアム・アウトレット
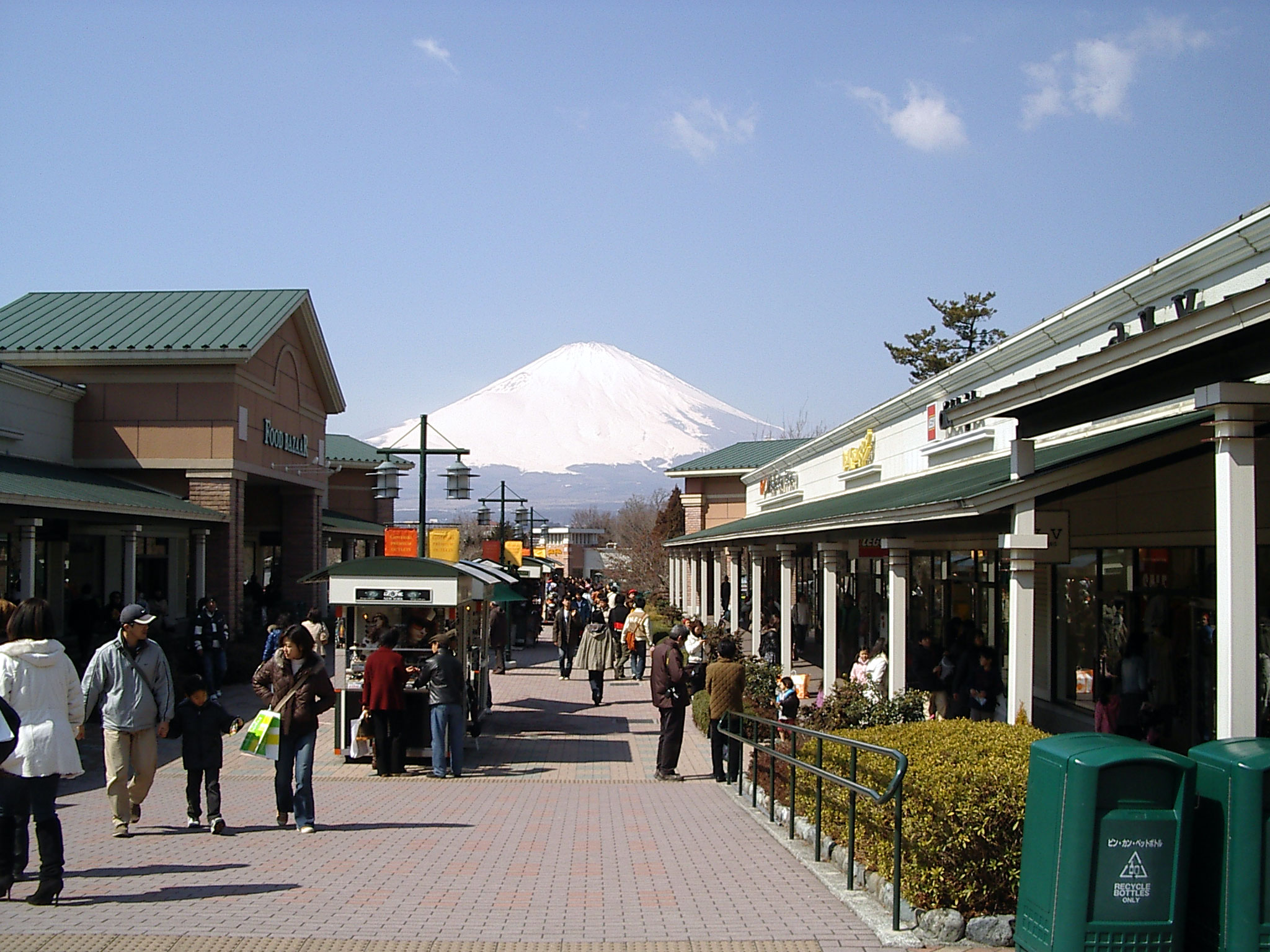
御殿場プレミアム・アウトレット。奥の山は富士山。
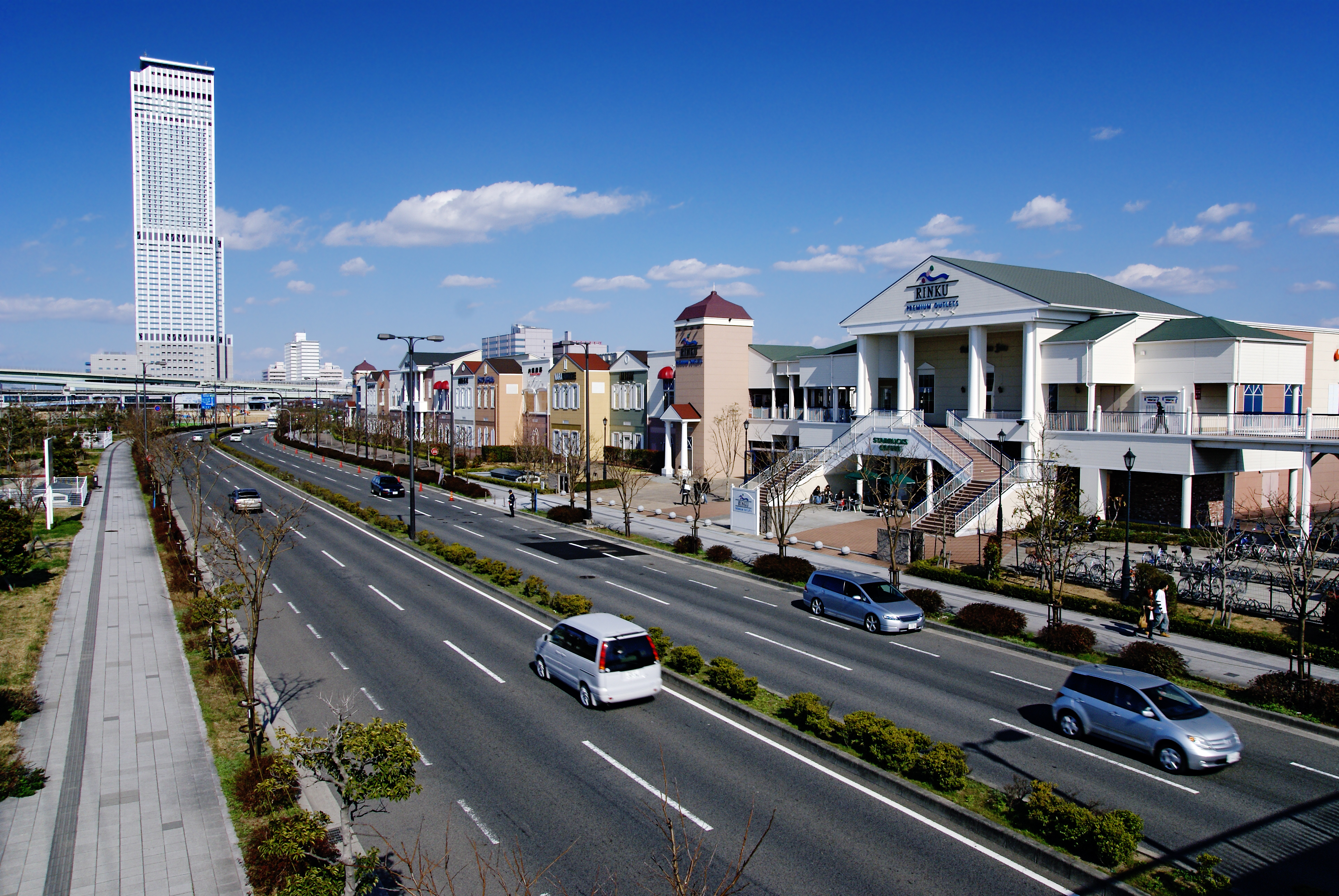
りんくうプレミアム・アウトレット。奥の超高層ビルはりんくうゲートタワービル
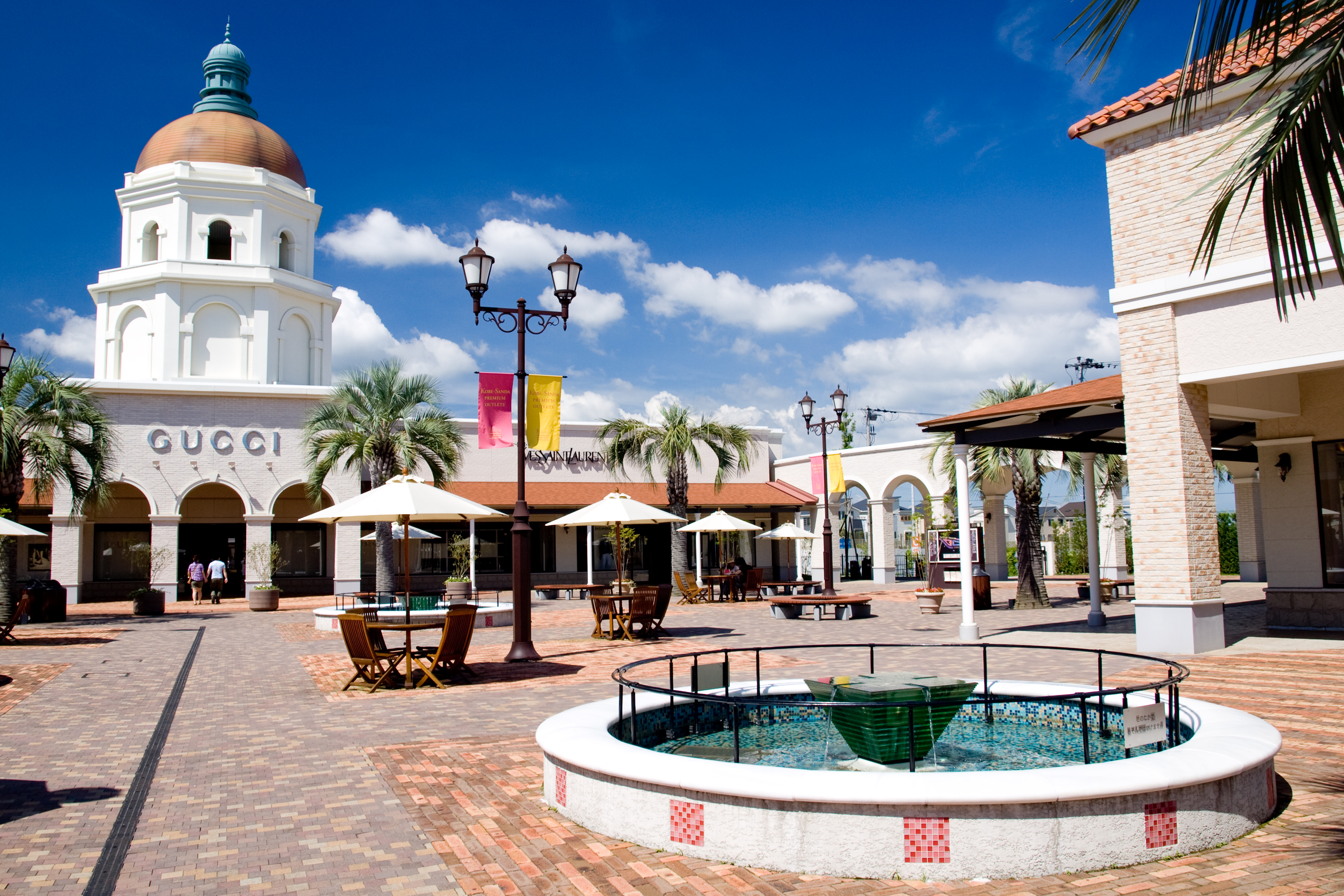
神戸三田プレミアム・アウトレット
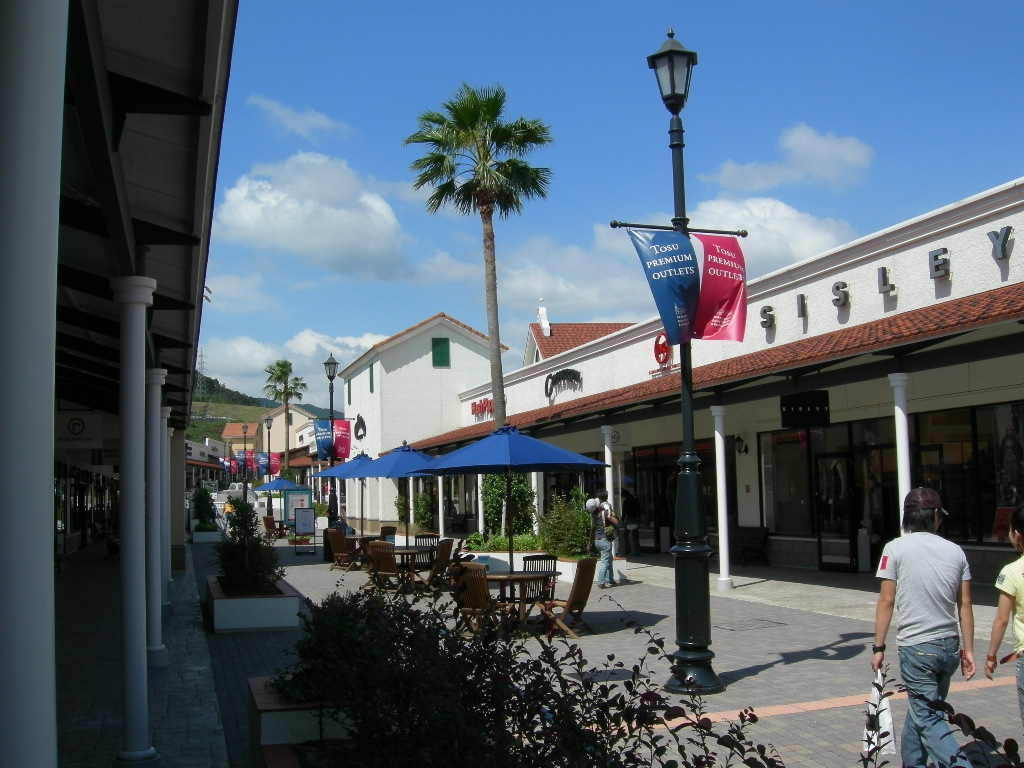
鳥栖プレミアム・アウトレット

## テレビ番組
- 日経スペシャル カンブリア宮殿 もう、売れ残りとは言わせない！～アウトレット流　集客術を大公開～（2009年5月4日、テレビ東京）[5]

## 補足
1. ↑  関西国際空港から入国して三大都市圏と富士山を観光して成田国際空港から離日（またはその逆）する国際観光客定番のルートのこと。特に、中国からの観光客の間で呼ばれる。
2. ↑  ただし2017年3月現在、唯一の国際線であるソウル/仁川線は運休となっている。
3. ↑  2011年9月13日付産経新聞記事